# Distrikt Curasco
Der Distrikt Curasco liegt in der Provinz Grau in der Region Apurímac im zentralen Süden von Peru. Der Distrikt wurde am 29. Oktober 1993 aus Teilen des Distrikts Micaela Bastidas gebildet. Er erstreckt sich über eine Fläche von 136 km². Beim Zensus 2017 wurden 1287 Einwohner gezählt. Im Jahr 2007 lag die Einwohnerzahl bei 1469. Die Distriktverwaltung befindet sich in der 3460 m hoch gelegenen Ortschaft Curasco mit 478 Einwohnern (Stand 2017). Curasco liegt 16 km ostnordöstlich der Provinzhauptstadt Chuquibambilla.

## Geographische Lage
Der Distrikt Curasco liegt im Andenhochland am rechten Flussufer des in Richtung Nordnordost fließenden Río Vilcabamba im zentralen Osten der Provinz Grau.
Der Distrikt Curasco grenzt im Südwesten an den Distrikt Micaela Bastidas, im Nordwesten an den Distrikt Curpahuasi, im Nordosten und im Osten an den Distrikt Progreso sowie im äußersten Südosten an die Distrikte Challhuahuacho (Provinz Cotabambas) und Oropesa (Provinz Antabamba).